# 99 Songs of Revolution
99 Songs of Revolution è un progetto multi-album in realizzazione da parte degli Streetlight Manifesto ed altri 3 gruppi al momento sconosciuti. Il progetto prevede l'uscita di 8 album registrati dalle 4 band contenenti in tutto 99 cover.
Il primo volume è stato pubblicato il 16 marzo 2010 dagli Streetlight Manifesto.

## Volume 1

### Tracce
1. Birds Flying Away (Mason Jennings cover)
2. Hell (Squirrel Nut Zippers cover)
3. Just (Radiohead cover)
4. Skyscraper (Bad Religion cover)
5. Punk Rock Girl (The Dead Milkmen cover)
6. Linoleum (NOFX cover)
7. Me and Julio Down by the Schoolyard (Paul Simon cover)
8. They Provide the Paint for the Picture-Perfect Masterpiece That You Will Paint on the Insides of Your Eyelids (Bandits of the Acoustic Revolution cover)
9. Red Rubber Ball (Paul Simon cover)
10. The Troubadour (Louis Jordan cover)
11. Such Great Heights (The Postal Service cover)

## Formazione

### Streetlight Manifesto
- Mike Brown – sassofono contralto, sassofono baritono, voce
- Jim Conti – sassofono contralto, sassofono tenore, voce, clarinetto
- Tomas Kalnoky – voce, chitarra, ukulele
- Pete McCullough – basso, voce
- Mike Soprano – trombone, voce
- Matt Stewart – tromba, voce
- Chris Thatcher – batteria

### Altri Musicisti
- Achilles Kalnoky – violino
- Doug Holzapfel – organ
- Dave Fowler – organo
- Demian Arriaga – percussioni
- Dan Potthast – voce
- Lance Reynolds – voce